# Sackspinnen
Die Sackspinnen (Clubionidae) sind eine Familie der Echten Webspinnen. Die Familie umfasst aktuell 15 Gattungen und 634 Arten. (Stand: Juli 2020)
Die namensgebende und artenreichste Gattung der Sackspinnen sind die Eigentlichen Sackspinnen (Clubiona). Von ihnen sind mindestens 27 Arten in Mitteleuropa heimisch. Bislang wurden immer wieder Gattungen anderer Familien den „Sackspinnen“ zugerechnet, weil man früher verstärkt verhaltensbiologische Maßstäbe, hier das Spinnen eines Sackes, ansetzte. Heute gelten verstärkt evolutive Aspekte wie die der Phylogenie und Erkenntnisse der Genetik. Es wurden auch Gattungen aus folgenden Familien als „Sackspinnen“ bezeichnet (und sind im Zweifel dort zu suchen):
- Zartspinnen (Anyphaenidae)
- Rindensackspinnen (Corinnidae)
- Feldspinnen (Liocranidae)
- Wanderspinnen (Miturgidae)
- Tengellidae
- Zorocratidae

## Beschreibung und Lebensweise
Die Arten der Familie der Sackspinnen sind 5 bis 8 mm große, meist dunkel gefärbte, nachtaktive Jäger. Sie weben keine Fangnetze, sondern schleichen sich an die Beute behutsam an. Dabei legen sie auch längere Strecken zurück. Den Tag verbringen die meisten Gattungen geschützt in einer sackförmigen Behausung, die sie sich aus Pflanzenteilen mit ihrer Spinnseide zusammenzurren. Andere bevorzugen Wohnröhren im Boden, die sie mit Seide austapezieren. Die Arten der Eigentlichen Sackspinnen (Clubiona) fertigen für ihre Eier eine kunstvoll gefaltete und mit Seide „zusammengenähte“ dreiwandige Tasche aus Grasblättern. Sackspinnen haben acht annähernd gleich große, hell reflektierende, nach vorne gerichtete Augen. Die vorderen beiden Spinnwarzen sind meist kräftiger als das hintere Paar. Die zweireihige Anordnung der Augen, die konische Form der Spinnwarzen und die paarigen Tarsalklauen werden als plesiomorphe Merkmale bewertet. Die Genitalstrukturen gleichen in ihrem prinzipiellen Aufbau denen in der Familie der Plattbauchspinnen (Gnaphosidae). Der länglich ovale oder verkehrt eiförmige Hinterleib (Opisthosoma) ist behaart.

## Systematik
Von den Sackspinnen im weiteren Sinne (Clubionidae s. l.), also noch unter Einschluss der in diese oben genannten Familien transferierten Gattungen, war seit längerem vermutet worden, dass es „sich offenbar um eine paraphyletische, wenn nicht sogar polyphyletische Gruppe“ handeln müsste. „Offensichtlich wurden all jene Formen zu den Clubionidae gestellt, die nach Abgrenzung der übrigen Familien der Dionycha übrig blieben“ urteilte Ute Grimm in ihrer Monographie der Clubionidae (1986), in der sie noch der in der Praxis bewährten Aufteilung der Clubionidae in die Unterfamilien Clubioninae, Liocraninae und Corinninae von Simon (1932), Reimoser (1937) und Tullgren (1946) gefolgt war, obwohl diese absehbar nicht den Verwandtschaftsbeziehungen im Sinne eines Phylogenetischen Systems entsprach.
Der World Spider Catalog listet für die Sackspinnen aktuell 15 Gattungen und 603 Arten. (Stand: Juni 2016)
- Arabellata Baert, Versteirt & Jocqué, 2010
- Carteroniella Strand, 1907
  - Carteroniella macroclava Strand, 1907
- Carteronius Simon, 1897
- Clubiona Latreille, 1804
- Clubionina Berland, 1947
  - Clubionina pallida Berland, 1947
- Elaver O. Pickard-Cambridge, 1898
- Invexillata Versteirt, Baert & Jocqué, 2010
- Malamatidia Deeleman-Reinhold, 2001
- Matidia Thorell, 1878
- Nusatidia Deeleman-Reinhold, 2001
- Pristidia Deeleman-Reinhold, 2001
- Pteroneta Deeleman-Reinhold, 2001
- Scopalio Deeleman-Reinhold, 2001
  - Scopalio verrens Deeleman-Reinhold, 2001
- Simalio Simon, 1897
- Tixcocoba Gertsch, 1977
  - Tixcocoba maya Gertsch, 1977